# Herbert Heywood
Herbert Heywood (1913 – không rõ) là một cầu thủ bóng đá người Anh. Ông thường thi đấu ở vị trí tiền đạo. Ông sinh ra ở Bolton, thi đấu cho Tranmere Rovers và Manchester United.